# کلیسای جامع آمیان
کلیسای جامع آمیان (فرانسوی: Notre-Dame d'Amiens‎) یک کلیسای کاتولیک در آمیان، فرانسه است.
این کلیسا که در قرن ۱۳ میلادی ساخته شده دارای ۱۴۵ متر طول، ۷۰ متر عرض، ۴۲٫۳۰ متر ارتفاع می‌باشد، کلیسای جامع آمین در سال ۱۹۸۱ در فهرست میراث جهانی یونسکو ثبت شده است.

## نگارخانه

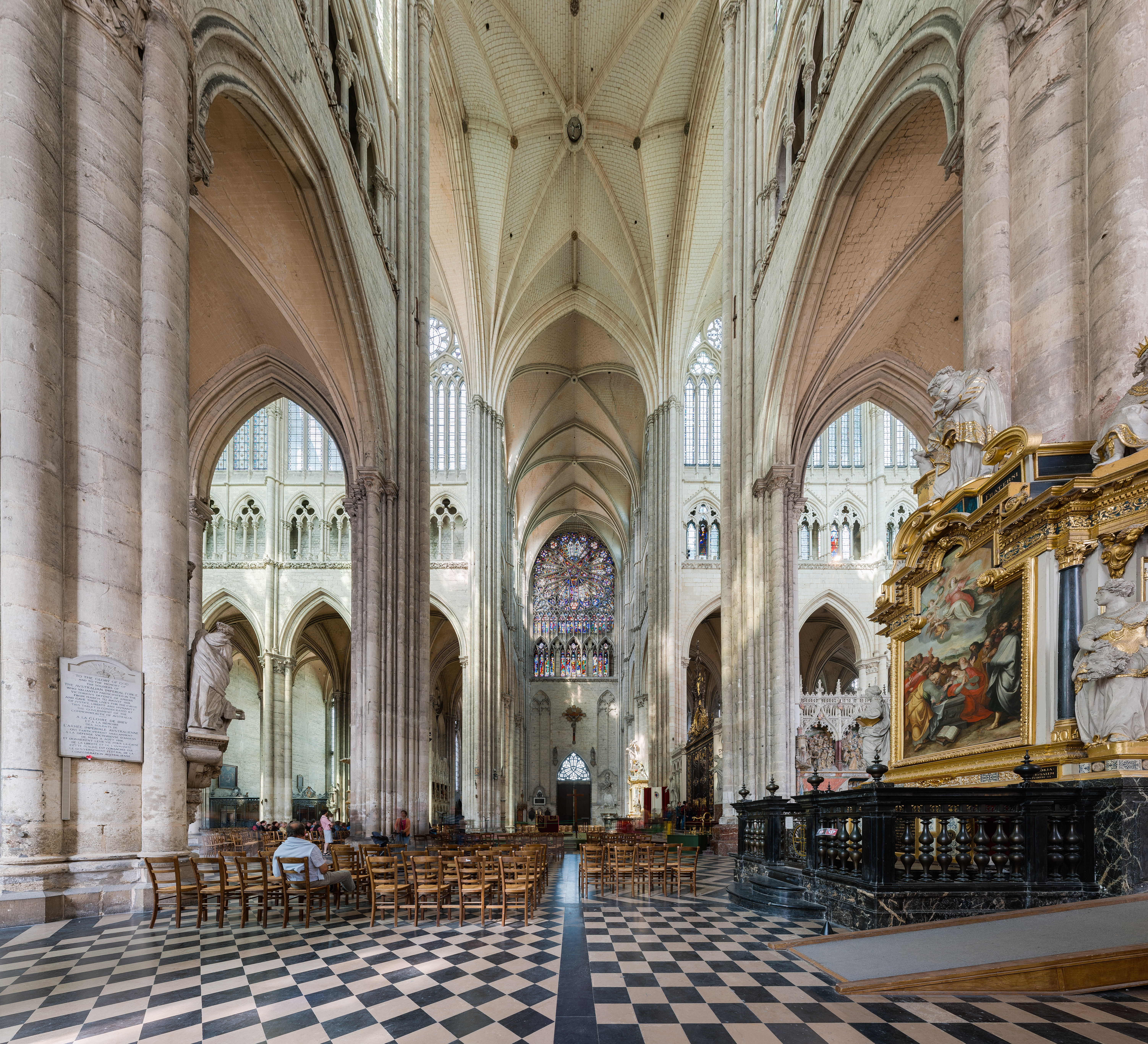
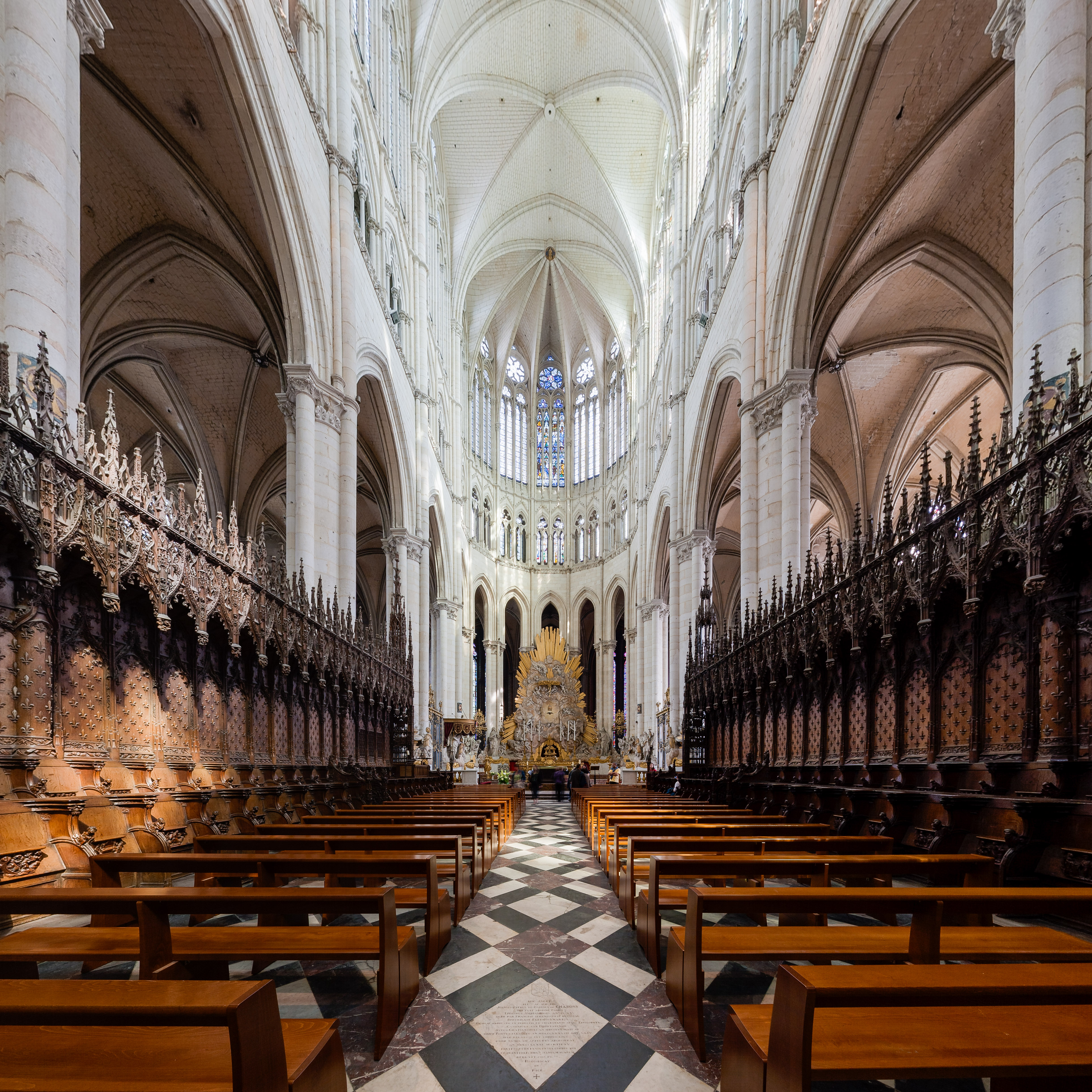
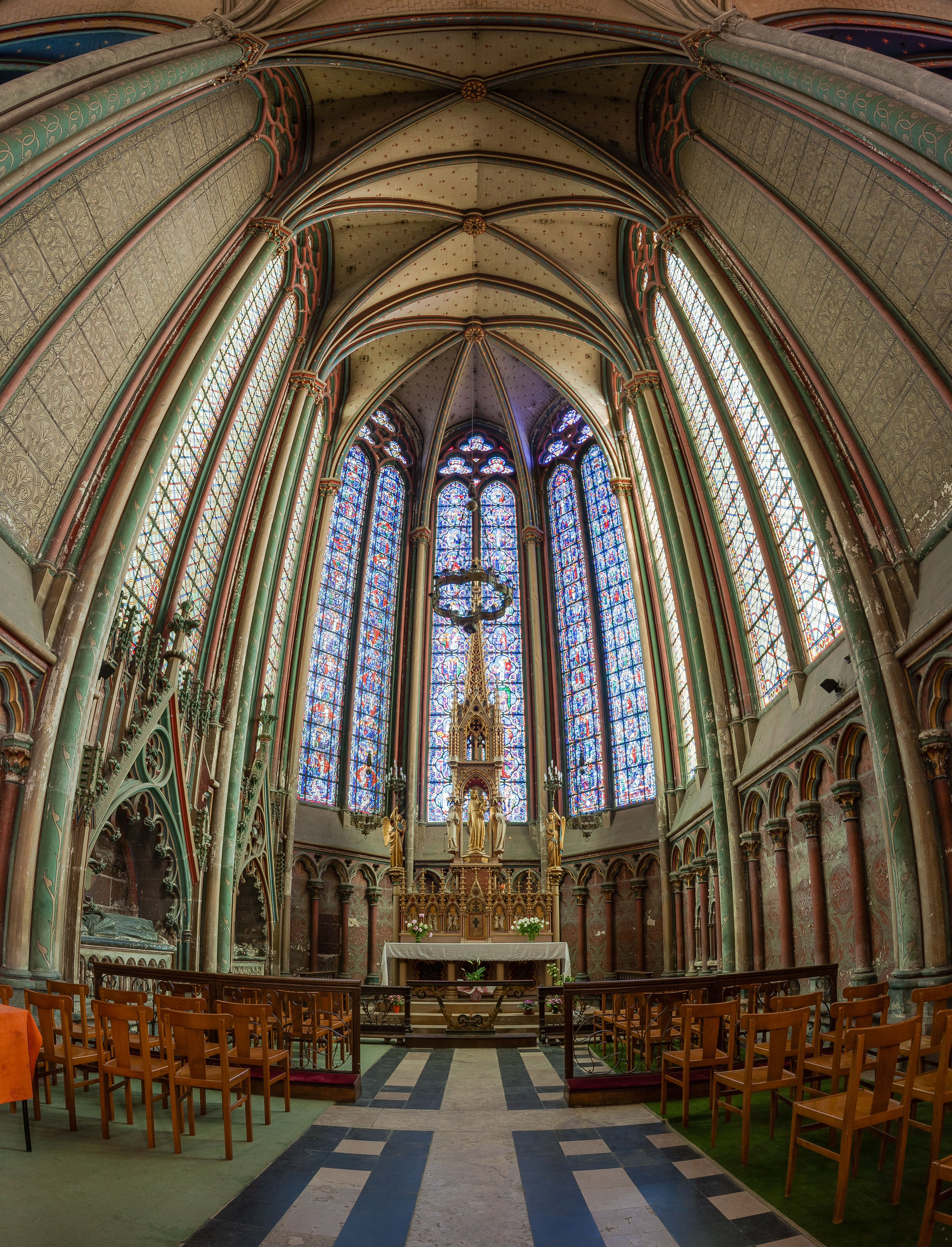
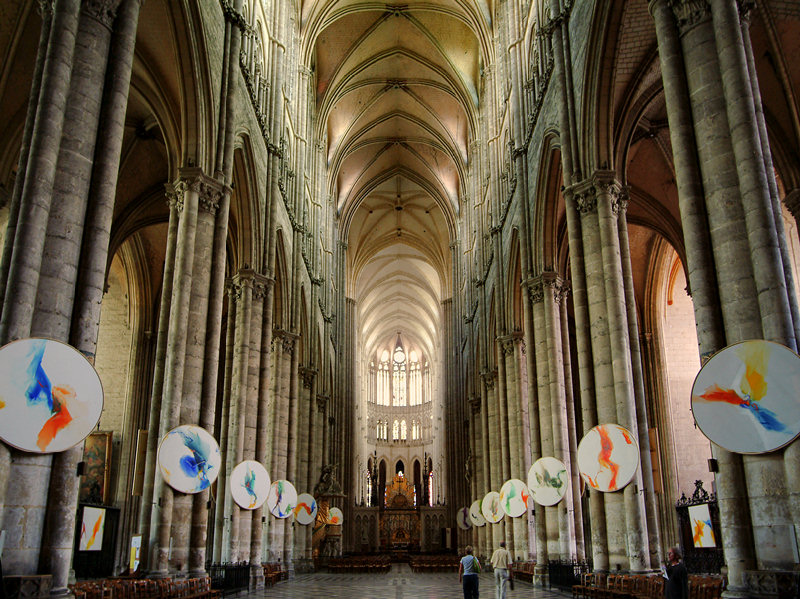
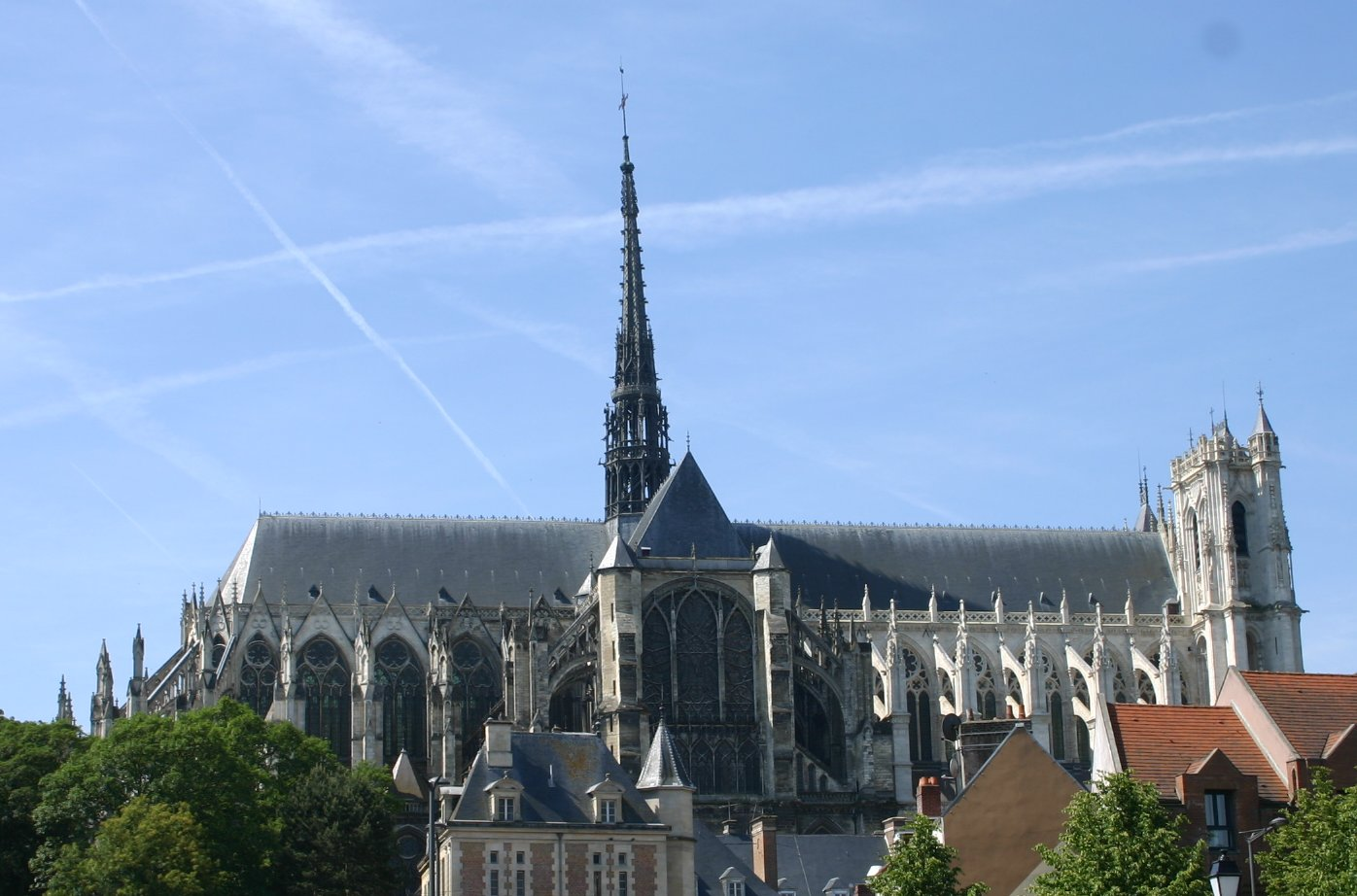
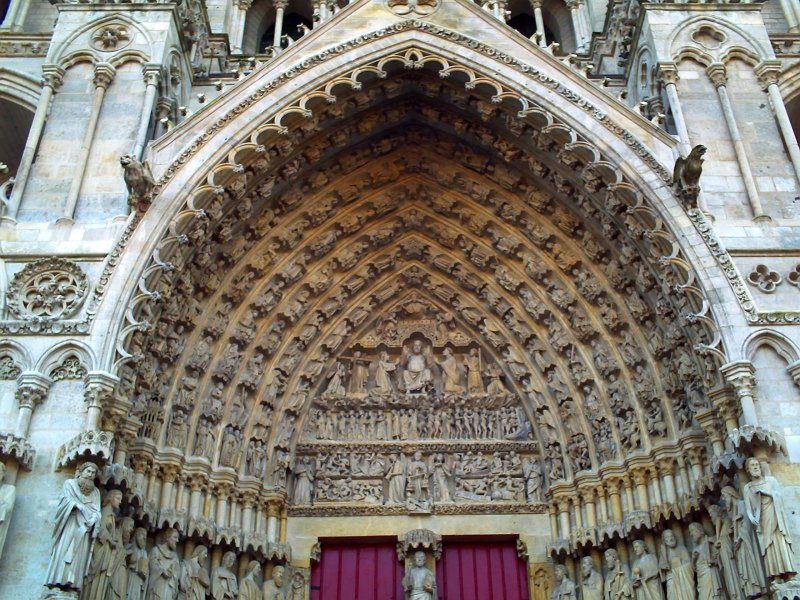
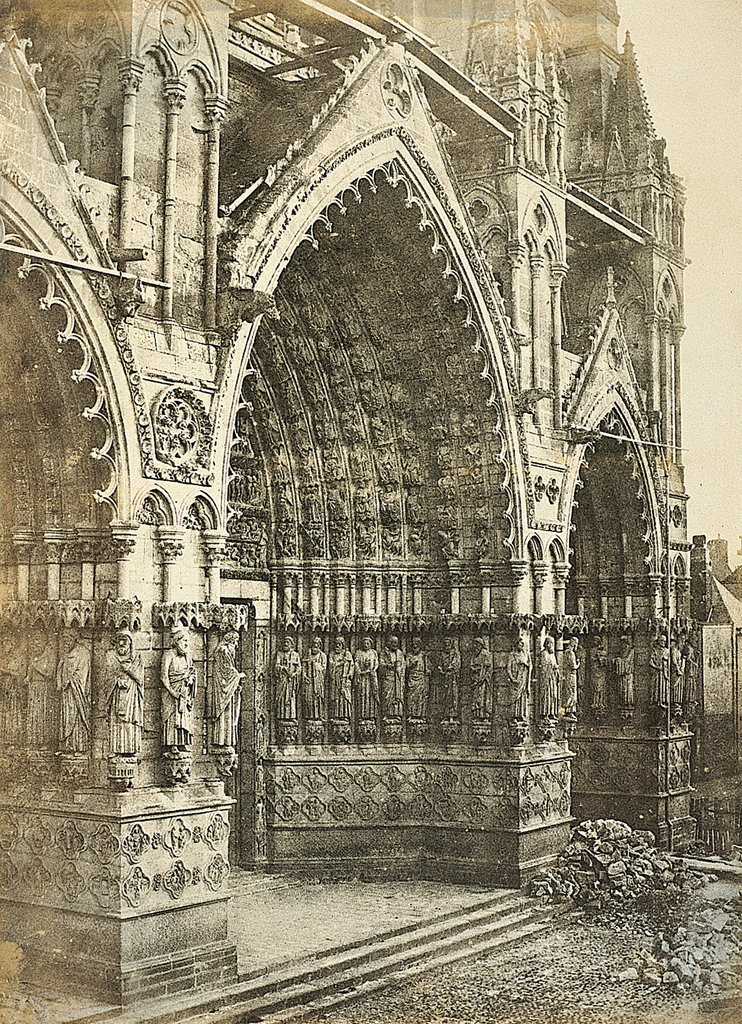
۱۸۵۲
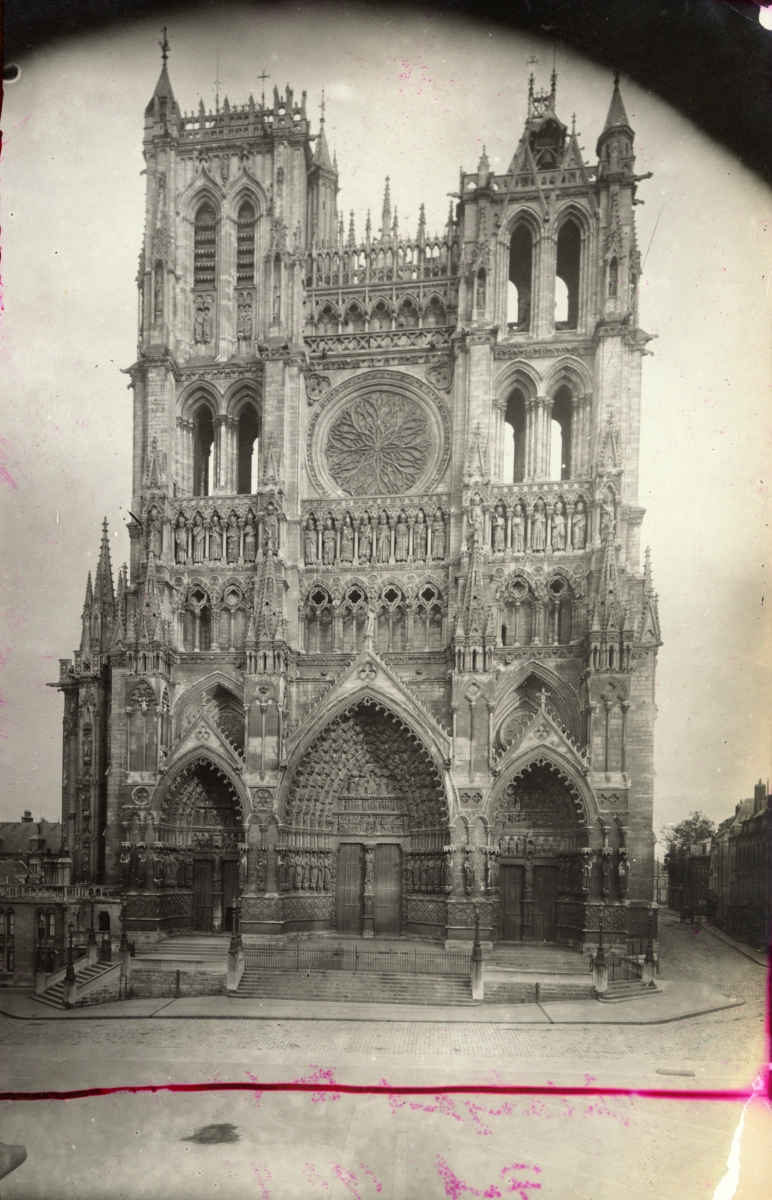
۱۹۰۳
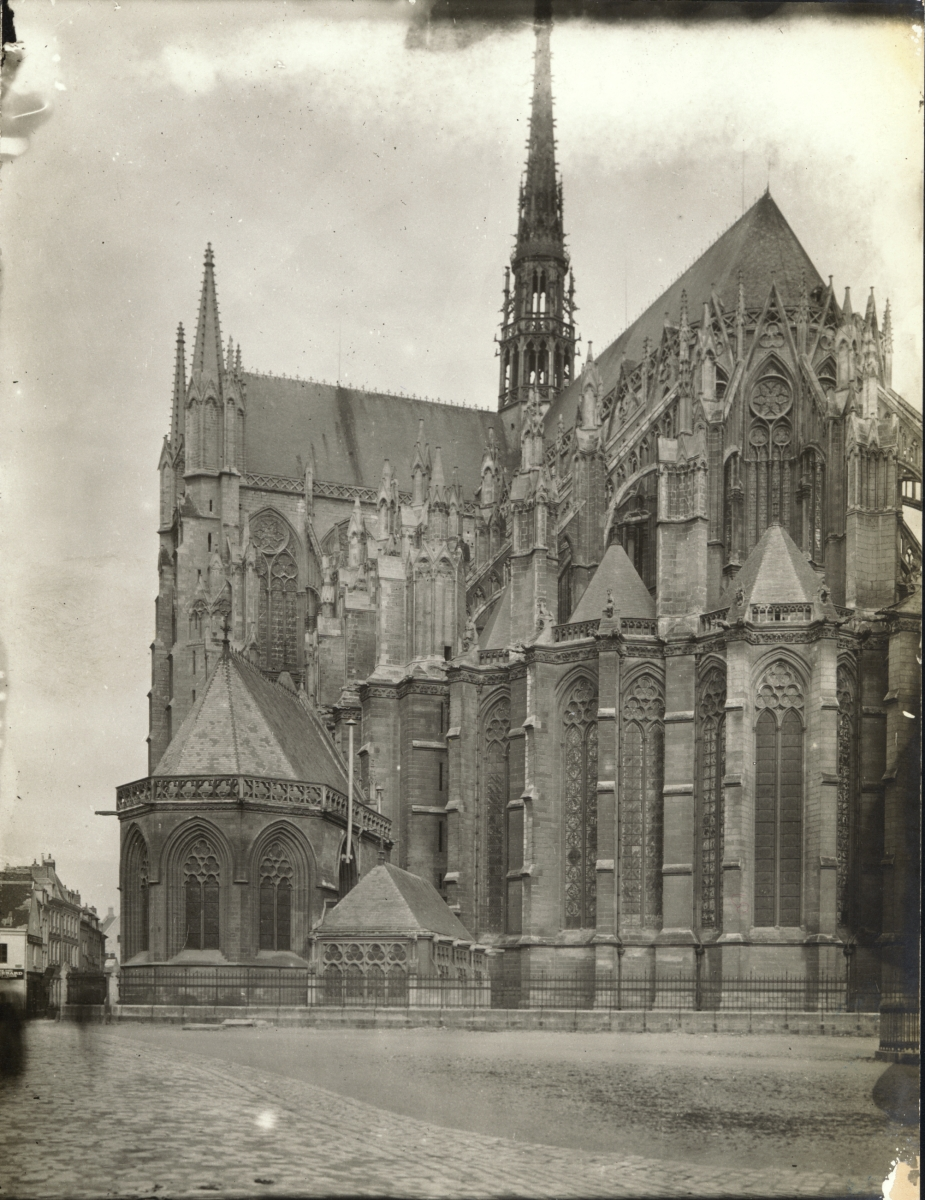
۱۹۰۳
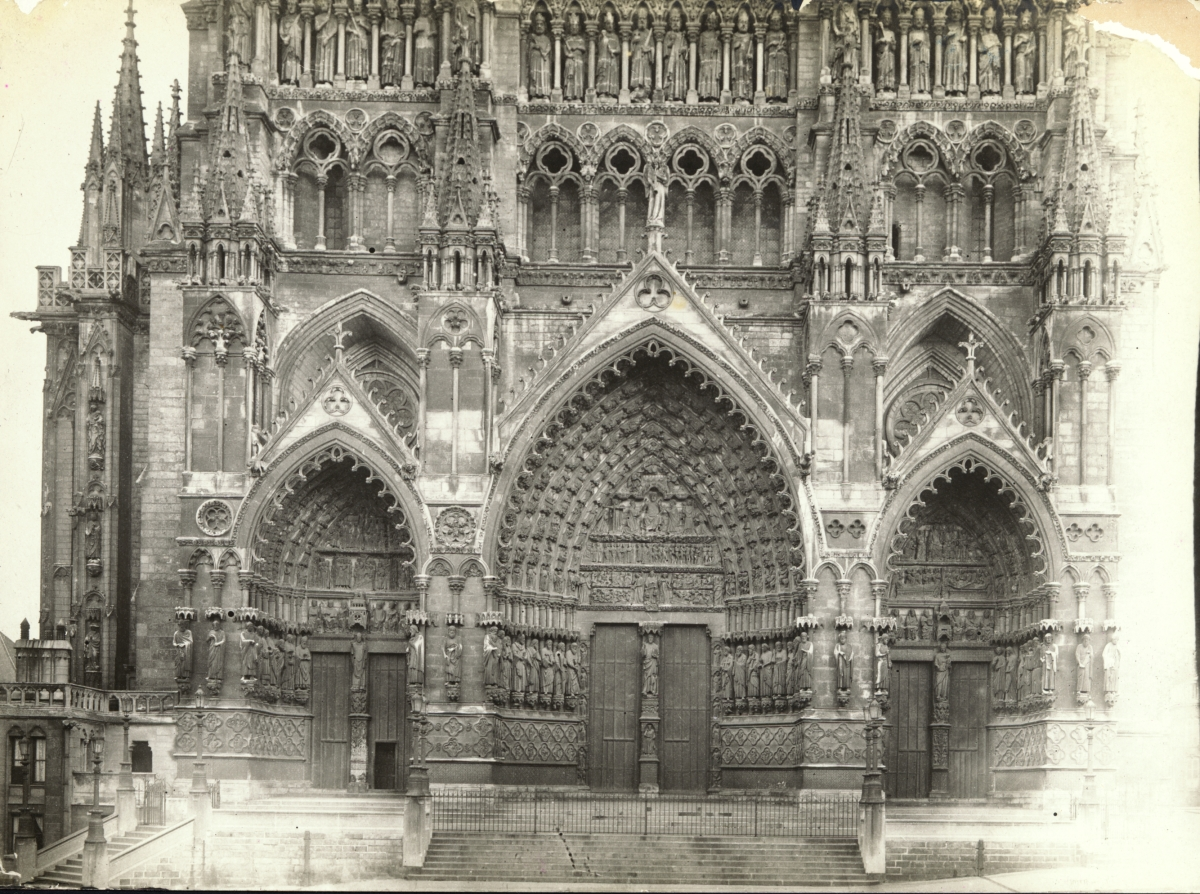
۱۹۰۳